# Patricia Flor

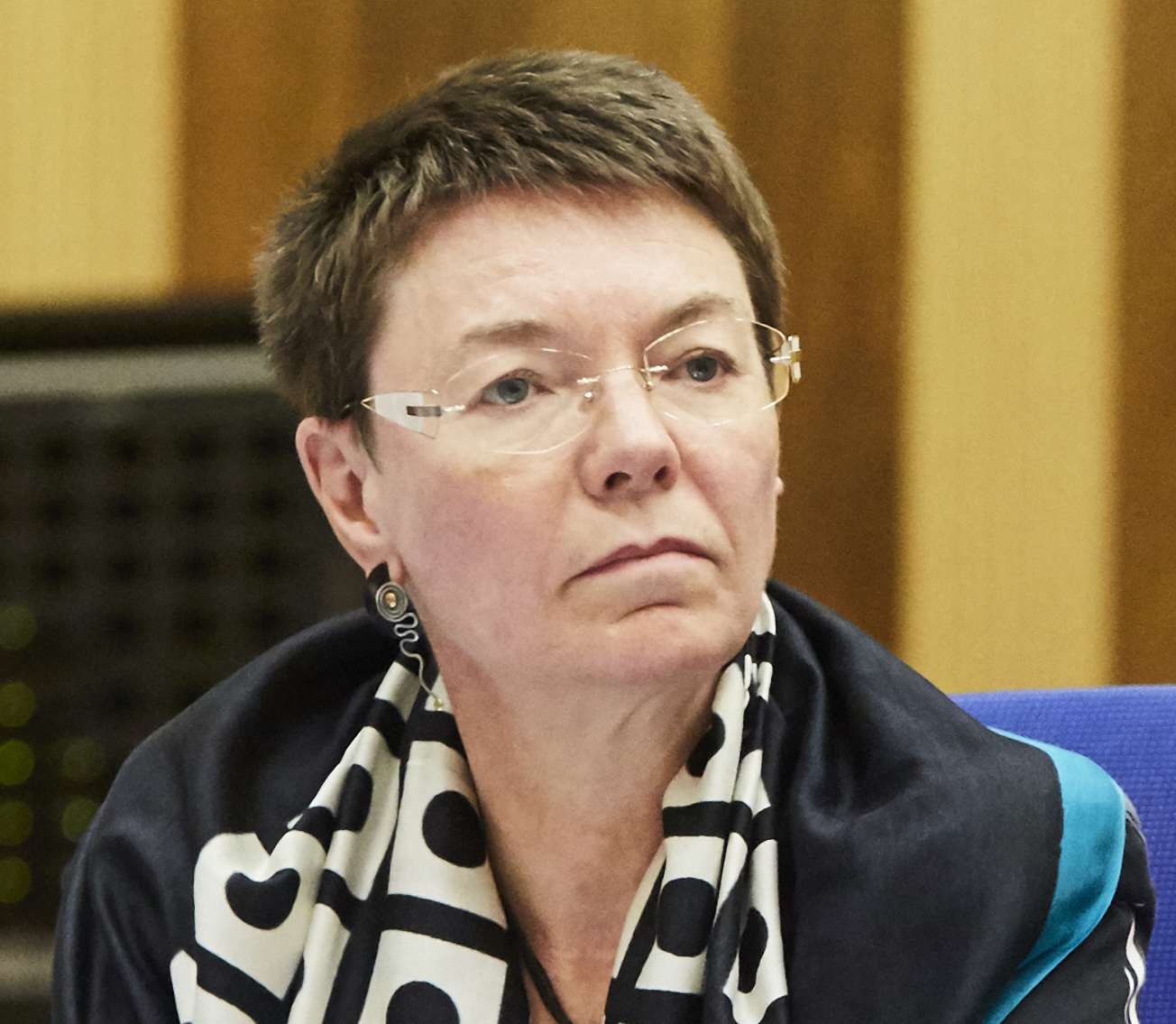
Patricia Flor (2016)

Patricia Flor (* 19. Oktober 1961 in Nürnberg) ist eine deutsche Diplomatin. Sie ist seit Juli 2022 Deutsche Botschafterin in der Volksrepublik China. Vorher war sie von Mitte 2018 bis Mitte 2022 Delegationsleiterin der Europäischen Union in Japan. 

## Ausbildung
Nach dem Abitur und anschließendem Volontariat bei den Nürnberger Nachrichten 1981 bis 1983 arbeitete sie als Redakteurin und 1985 als freie Journalistin in den USA, ehe sie Geschichte, Philosophie, Slawistik und osteuropäische Geschichte studierte. Nach dem Erwerb des akademischen Grades „Magister“ (1989) wurde sie nach Forschungsaufenthalten in Großbritannien und Russland 1995 zur Dr. phil. in osteuropäischer Geschichte und Volkswirtschaftslehre promoviert. Darüber hinaus erwarb sie 1996 den akademischen Grad „Master of Public Administration“ an der John F. Kennedy School of Government der Harvard-Universität in Cambridge (Massachusetts).

## Laufbahn
Nach dem Eintritt in den Auswärtigen Dienst 1992 folgte 1993 bis 1995 die Verwendung an der Deutschen Botschaft Astana in Kasachstan und ab 1996 der Einsatz an der Deutschen Ständigen Vertretung bei den Vereinten Nationen in New York. Dort war sie 1998 bis 2000 Vorsitzende der Kommission für Frauenrechte der UNO.
Im Jahr 2000 folgte die Rückkehr in die Zentrale des Auswärtigen Amts in Berlin. Flor wurde unter dem damaligen Außenminister Fischer von 2002 bis 2006 Leiterin des Parlaments- und Kabinettsreferats im Auswärtigen Amt.
Danach war sie von Juli 2006 bis März 2010 Botschafterin der Bundesrepublik Deutschland in Georgien. In ihre Amtszeit fielen die verstärkten Bemühungen Deutschlands um eine friedliche Beilegung der Konflikte um die abgespaltenen georgischen Gebiete Abchasien und Südossetien. Nachfolger als Botschafter wurde Ortwin Hennig.
Flor kehrte im März 2010 im Amt einer Ministerialdirigentin als Beauftragte für Osteuropa, den Kaukasus und Zentralasien in das Auswärtige Amt in Berlin zurück. Am 1. Juli 2012 übernahm sie auf der Grundlage eines Beschlusses des Rates der Außenminister der Europäischen Union das Amt der Sonderbeauftragten der EU für Zentralasien. In dieser Funktion arbeitete sie eng mit der Hohen Beauftragten der EU für Außen- und Sicherheitspolitik, Catherine Ashton, zusammen.
Nach ihrer Rückkehr nach Berlin im März 2014 wurde Flor Leiterin der Abteilung für die Vereinten Nationen im Auswärtigen Amt und zur Ministerialdirektorin befördert. Infolge struktureller Veränderungen im Rahmen des Reviewprozesses im Auswärtigen Amt leitete sie von März 2015 bis Sommer 2018 die neu geschaffene Abteilung für Internationale Ordnung, Vereinte Nationen und Rüstungskontrolle. Sie war ihres Amtes wegen gleichzeitig die Beauftragte der Bundesregierung für Fragen der Abrüstung und Rüstungskontrolle. Ab Mitte 2018 war Flor Botschafterin der Europäischen Union in Japan.
Flor ist seit Juli 2022 deutsche Botschafterin in der Volksrepublik China und leitet die Deutsche Botschaft Peking.